# Dioxyomus ganymedes
Dioxyomus ganymedes är en insektsart som beskrevs av Ronald Gordon Fennah 1945. Dioxyomus ganymedes ingår i släktet Dioxyomus och familjen Tropiduchidae. Inga underarter finns listade i Catalogue of Life.